# 1re législature du Grand Conseil du canton de Genève
7 novembre 2013 - 14 mai 2018
2e législature
La 1re législature du Grand Conseil du canton de Genève est un cycle parlementaire qui commence le 7 novembre 2013 et s'achève le 14 mai 2018. Dans les faits, il s'agit de la 58e législature, cependant à l'entrée en vigueur de la nouvelle Constitution de 2012 il semble qu'une remise à zéro de la numérotation ait été effectuée et que cette législature soit ainsi considérée comme la première[source insuffisante]. Son mandat est de 5 ans au lieu de 4 pour les précédentes législatures.

## Résultats des élections
Les élections, qui ont lieu le 6 octobre 2013 sont marquées par une participation de 41,05 %, soit 100 041 suffrages exprimés sur 243 694 électeurs inscrits, et donnent la répartition suivante des sièges par partis : 
- Parti libéral-radical (22,37 %) : 24 députés
- Mouvement citoyens genevois (19,23 %) : 20 députés
- Parti socialiste suisse (14,33 %) : 15 députés
- Parti démocrate-chrétien (10,61 %) : 11 députés
- Union démocratique du centre (10,33 %) : 11 députés
- Les Verts (9,16 %) : 10 députés
- Ensemble à gauche (8,75 %) : 9 députés